# Paocsi
Paocsi (kínaiul 宝鸡) prefektúra szintű város Kínában, Senhszi tartományban. Lakosainak száma 3 321 853 fő (2020).

## Népesség
| 2012 | 3 738 700 |
| 2020 | 3 321 853 |

## Testvérvárosok
- Elbląg
- Bodzavásár
- Vlagyimir